# Thomas Venner

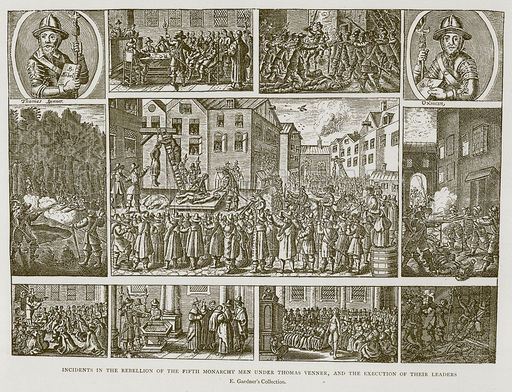
Der Aufstand der Fifth Monarchy Men und die Hinrichtung ihrer Führer, Illustration, 17. Jahrhundert

Thomas Venner (* nach 1600; † 19. Januar 1661) war ein englischer Küfer. Als Rebell wurde er zum letzten Anführer der Fifth Monarchy Men und scheiterte mit dem Versuch, Oliver Cromwell zu stürzen. Anschließend führte er einen Putsch gegen die restaurierte Monarchie unter Karl II. Dieses Ereignis ging als „Venner-Aufstand“ (engl.: Venner's Rising) in die englische Geschichte ein. Der Aufstand dauerte vom 1. bis zum 4. Januar 1661, dem Tag, an dem die königlichen Behörden die Rebellen festnahmen.
1632 war Venner nach Neuengland übergesiedelt, dort blieb er 22 Jahre, bis er zurückkehrte, um sich gegen Cromwell nach dessen Erhebung zum Lordprotektor zu verschwören. Nach der Hinrichtung Thomas Harrisons bei Charing Cross am 19. Oktober 1660 übernahm er die Führung der Fifth Monarchy Men. Venner stand einer Gemeinde vor, die auch Veteranen der New Model Army einschloss. Die Gemeinde traf sich in einem gemieteten Zimmer über einer Schenke in London.
Bei Old Bailey wurde ihm der Prozess gemacht und am 19. Januar 1661 wurde Venner erhängt, ausgeweidet und gevierteilt.